# Präfektur Akébou
Die Präfektur Akébou ist eine Präfektur in Togo mit 73.830 Einwohnern (Stand: 2022). Sie liegt in der Region Plateaux und grenzt im Norden an die Präfektur Blitta in der Region Centrale, im Osten an die Präfektur Anié, im Südosten an die Präfektur Amou und im Süden an die Präfektur Wawa in der Region Plateaux sowie im Westen an Ghana. Verwaltungssitz ist Kougnohou. Der Name der Präfektur geht auf das dort lebende Volk der Akebu zurück.
Akébou war seit den 1990er Jahren zunächst eine Unterpräfektur, bevor sie durch ein Gesetz aus dem Jahr 2009 zur Präfektur erhoben wurde. Einige Aufgaben übernahm aber auch in den folgenden Jahren noch die Nachbarpräfektur Wawa.
Die Präfektur Akébou ist in zwei Kommunen mit insgesamt acht Kantonen unterteilt:
- Akébou 1 mit den Kantonen Djon, Gbendé, Kougnohou, Véh und Yalla.
- Akébou 2 mit den Kantonen Kamina-Akébou, Kpalavé und Sérégbéné.